# Katerine Duska
Katerine Duska (în greacă Κατερίνα Ντούσκα; n. 6 noiembrie 1989, Montréal, provincia Québec, Canada) este o cântăreață canadiană de origine greacă. Katerine a reprezentat Grecia în Concursul Muzical Eurovision 2019 cu piesa „Better Love”, lansată pe 6 martie 2019, cu care a luat locul 21 în finală cu 71 de puncte.

## Biografie
Katerine s-a născut pe 6 noiembrie 1989 în Montreal, Canada. În prezent aceasta locuiește în Montreal.
Aceasta și-a început cariera cu albumul Embodiment (română: Întruchipare) în 2015. În 2018 aceasta a apărut într-un concert în care și-a interpretat cântecele proprii și alte melodii de-ale artistului suedez Albin Lee Meldau. Albin a mai apărut într-un concert cu Duska în septembrie 2018, în Atena. În decembrie 2018 Katerine a apărut într-un concert cu cântărețul Petros Klampanis.

## Discografie

### Albume
| Titlu      | Detalii                                                                                          |
| ---------- | ------------------------------------------------------------------------------------------------ |
| Embodiment | - Lansat: 4 decembrie 2015 - Casă de discuri: Minos EMI - Formate: CD, descărcare de pe internet |

### Cântece
| "One in a Million"                                                     | 2014 | —  | — | Embodiment    |
| "Won't Leave"                                                          | 2015 | —  | — | Embodiment    |
| "Better Love"                                                          | 2019 | 18 | 4 | Va fi anunțat |
| "—" prezintă o lansare care nu a fost înregistrată în locul respectiv. |      |    |   |               |